# Comuna de Krasiczyn
Krasiczyn (polaco: Gmina Krasiczyn) é uma gminy (comuna) na Polónia, na voivodia de Subcarpácia e no condado de Przemyski. A sede do condado é a cidade de Krasiczyn.
De acordo com os censos de 2004, a comuna tem 4758 habitantes, com uma densidade 37,4 hab/km².

## Área
Estende-se por uma área de 127,17 km², incluindo:
- área agricola: 31%
- área florestal: 61%

## Demografia
Dados de 30 de Junho 2004:
|                      | Total   | Total | Mulheres | Mulheres | Homens  | Homens |
| -------------------- | ------- | ----- | -------- | -------- | ------- | ------ |
|                      | pessoas | %     | pessoas  | %        | pessoas | %      |
| População            | 4758    | 100   | 2379     | 50       | 2379    | 50     |
| Densidade (pop./km²) | 37,4    | 100   | 18,7     | 18,7     | 18,7    | 18,7   |

De acordo com dados de 2002, o rendimento médio per capita ascendia a 1245,05 zł.

## Comunas vizinhas
- Bircza, Fredropol, Krzywcza, Przemyśl, Przemyśl